# Жаниль, Жонатан
Жоната́н Жани́ль (фр. Jonathan Janil; 24 сентября 1987, Канн, Франция) — французский профессиональный хоккеист, нападающий клуба «Бордо». Игрок сборной Франции по хоккею с шайбой. Младший брат хоккеиста Марсьяля Жаниля.

## Биография
Жонатан Жаниль начал профессиональную карьеру в родном городе за местный клуб «Канн». В сезоне 2004/05 дебютировал во французской лиге. Летом 2010 года Жонатан подписал контракт с клубом «Руан». В составе клуба стал двукратным чемпионом страны и обладателем континентального кубка. Призывался в юниорскую и молодёжную сборную Франции. В 2011 году впервые сыграл на первенстве планеты.